# Souvenir (2016)
Souvenir is een Belgisch-Luxemburgs-Franse film uit 2016, geregisseerd door Bavo Defurne. De film ging op 24 augustus in première op het Festival du film francophone d’Angoulême en werd ook geselecteerd voor het internationaal filmfestival van Toronto.

## Verhaal
Liliane is een oudere zangeres die ooit meedeed aan het Eurovisiesongfestival en die een teruggetrokken bestaan leidt in een appartement vol herinneringen aan haar glorietijd. Ze werkt in een vleeswarenfabriek waar ze Jean, een jonge bokser, ontmoet die haar wil helpen om een comeback te maken.

## Rolverdeling
| Acteur           | Personage                |
| ---------------- | ------------------------ |
| Isabelle Huppert | Liliane Cheverny         |
| Kévin Azaïs      | Jean Leloup              |
| Johan Leysen     | Tony Jones               |
| Jan Hammenecker  | Jean’s vader Eddy Leloup |